# Franciscus Chemnitz
Franciscus Chemnitz, eigentlich Franz Chemnitz (* 23. August 1609 in Stettin; † 16. Januar 1656 bei Braunsberg; geadelt als Franz von Chemnitz), war ein deutscher Mediziner und oberster Militärarzt der schwedischen Armee.

## Leben
Franciscus Chemnitz war der vierte Sohn des Martin Chemnitz (1561–1627) und der Margarethe Camerarius. Nach dem Studium der Medizin hielt er sich mehrere Jahre bei französischen Kriegstruppen auf. 1631 wurde er zum Doktor der Medizin promoviert. Später wurde er Leibarzt des schwedischen Feldmarschalls Carl Gustav Wrangel. Dieser ernannte ihn zum obersten Arzt der schwedischen Armee.
Franciscus Chemnitz fiel 1656 während des Schwedisch-Polnischen Krieges bei Braunsberg. Er war seit 1653 mit Clara Euphrosyne von Neumark verheiratet. Ihr Sohn Franz von Chemnitz (1656–1715), später Richter am Hofgericht Greifswald und am Wismarer Tribunal, wurde erst nach des Vaters Tod geboren.